# Rhypopteryx celetica
Rhypopteryx celetica är en fjärilsart som beskrevs av Collenette 1960. Rhypopteryx celetica ingår i släktet Rhypopteryx och familjen tofsspinnare. Inga underarter finns listade.